# MSX-MUSIC
MSX-MUSIC은 MSX-AUDIO에서 샘플링 기능을 제외한 저가형 MSX 사운드 카트리지로 보통 FM-PAC이라는 이름으로 널리 알려져 있다.
야마하 YM2413 (OPLL)를 사용하여 15개 프리셋 악기와 1개의 커스텀 악기로 9화음 멜로디나 6화음 멜로디 + 5 드럼의 모노 사운드가 가능하며 카트리지에 내장된 FM-BASIC은 BASIC 명령어를 확장하여 MSX-MUSIC의 제어를 할 수 있다.
MSX2+ 일부 기종과 MSX turbo R에서는 기본 구성품이다.

## MSX-MUSIC 카트리지
- 파나소닉 FM-PAC (일본) : 게임 데이터 저장 등에 이용할 수 있는 SRAM을 내장하고 있으며 MSX-BASIC에서 CALL FMPAC으로 내장 프로그램을 실행할 수 있다.
- CHECKMARK FM-PAK (네덜란드) : SRAM은 없지만 MSX-BASIC에서 CALL FMPAK으로 내장 프로그램을 실행할 수 있다.
- 재미나 MUSIC BOX (한국) : SRAM과 내장 프로그램이 없다.
- ACVSFM-AVCS (브라질) : SRAM과 내장 프로그램이 없다.

## MSX-MUSIC 소프트웨어
- MSX1
  - Gambler Jikichushinpa
  - R-Type (2번 슬롯에 장착)
  - Synthe Saurus 1.1
- MSX2
  - Aleste
  - Blade Lords
  - 대항해시대 (Daikoukai Jidai)
  - Europe War
  - Family Stadium
  - Fleet Commander 2
  - Gambler Jikichushinpa 2
  - 원조비사 (Genchohisi)
  - Heroes Of The Lance (2번 슬롯에 장착)
  - Inindo Tado Nobunaga
  - Isin no Arashi
  - L'Empereur
  - Maison Ikkoku Final
  - Mon Mon Monster
  - Nekketsu Judo (2번 슬롯에 장착)
  - 노부나가의 야망 - 무장풍운록 (Nobunaga no Yabou - Bushouhuunroku)
  - 노부나가의 야망 - 전국군웅전 (Nobunaga no Yabou - Senkokugunyuden)
  - Pac-Mania
  - Penguin-Kun Wars 2
  - Quinpl
  - Royal Blood
  - 삼국지 2 (Sangokusi 2)
  - 수호전 (Suikoden)
  - 제독의 결단 (Teitoku no Ketsudan)
  - Tetris
  - Xevious - Fardraut Saga